# 國家聯盟冠軍賽
國家聯盟冠軍賽（英語：National League Championship Series，簡稱NLCS）通常在10月舉行，是大聯盟季後賽的第三輪比賽，獲勝隊伍即為國聯冠軍。優勝隊伍可以晉級下一回合，與美聯冠軍進行世界大賽。在1969年以前，二個聯盟冠軍是由季賽戰績決定的。有四次（1946年、1951年、1959年、以及1962年）因為戰績相同而舉行三戰二勝制的季末加賽。而美聯只發生過一次，在1948年，而且只進行一場加賽。
從1969年起，二個聯盟各自劃分為東、西二個分區，季後賽也改成先由二個分區的冠軍進行五戰三勝制的聯盟冠軍賽，以決定誰可以晉級世界大賽。1985年之後則又改為七戰四勝制。
1994年時，二個聯盟再度重新劃分為三個分區，由三個分區成績最佳的隊伍，以及外卡（最好的第二名），先兩兩進行五戰三勝制的分區系列賽，然後二支獲勝的隊伍再進行七戰四勝的聯盟冠軍賽。
2012年增加外卡驟死賽，除了三個分區冠軍隊伍以外，戰績前二名打一場外卡驟死賽，獲勝的隊伍晉級下一輪。
2022年時，由分區冠軍戰季最差的球隊對上外卡第三的球隊以及跟外卡第一對上外卡第二的球隊進行三戰二勝制的外卡系列賽，然後二支勝隊挑戰分區冠軍戰績較好的二隊進行五戰三勝制的分區系列賽，然後二支獲勝的隊伍再進行七戰四勝的聯盟冠軍賽。
冠軍賽自從改成七戰四勝制後，均採用二三二的方式進行，也就是第一、二、六*、七*戰在有主場優勢的隊伍球場舉行，而三、四、五*戰則是在另一方的主場舉行（*表示如果有需要的話才舉行，因為某一隊先得四勝的話就不用再比剩下的了）。除外卡球隊以外，季賽戰績較佳的隊伍有主場優勢，外卡隊伍在分區賽及季後賽都沒有主場優勢。如果兩方季賽戰績相同的話，則比較對戰成績。
國聯冠軍賽（1977年起）也有設置最有價值球員（MVP）的獎項，分區賽則無，不過投票者可以將分區賽的表現列入考量。冠軍賽獎盃又被稱為（1951年至1969年的國聯總裁）獎盃。
1969年以前的國聯冠軍，參見國聯歷年冠軍列表。

## 歷年國聯冠軍賽（1969年至今）
| 年份   | 勝隊            | 敗隊           | 勝場     | MVP                            | 補述 |
| ------ | --------------- | -------------- | -------- | ------------------------------ | --- |
| 1969年 | 紐約大都會      | 亞特蘭大勇士   | 3-0      | -                              | |
| 1970年 | 辛辛那提紅人    | 匹茲堡海盜     | 3-0      | -                              | |
| 1971年 | 匹茲堡海盜      | 舊金山巨人     | 3-1      | -                              | |
| 1972年 | 辛辛那提紅人    | 匹茲堡海盜     | 3-2      | -                              | 強尼·班奇在第五戰擊出追平全壘打後，第9局的暴投將紅人送進世界大賽。 |
| 1973年 | 紐約大都會      | 辛辛那提紅人   | 3-2      | -                              | 這個系列賽最讓人印象深刻的是彼得·羅斯和的打架事件。 |
| 1974年 | 洛杉磯道奇      | 匹茲堡海盜     | 3-1      | -                              | |
| 1975年 | 辛辛那提紅人    | 匹茲堡海盜     | 3-0      | -                              | |
| 1976年 | 辛辛那提紅人    | 費城費城人     | 3-0      | -                              | 在世界大賽橫掃紐約洋基後，紅人成為（1969年以後）國聯唯一一支在季後賽橫掃所有對手的隊伍。 |
| 1977年 | 洛杉磯道奇      | 費城費城人     | 3-1      | 達斯蒂·貝克 道奇               | |
| 1978年 | 洛杉磯道奇      | 費城費城人     | 3-1      | 史蒂夫·賈維 道奇               | |
| 1979年 | 匹茲堡海盜      | 辛辛那提紅人   | 3-0      | 威利·史塔格爾 海盜             | |
| 1980年 | 費城費城人      | 休士頓太空人   | 3-2      | 曼尼·崔歐 費城人               | 許多的民調與評論均指出，這是大聯盟史上最佳的一個季後系列賽，最後四戰都進入了延長賽。 |
| 1981年 | 洛杉磯道奇      | 蒙特婁博覽會   | 3-2      | 道奇                           | 由投手史蒂夫·羅傑斯手中擊出的關鍵全壘打，將史上唯一一次晉級季後賽的博覽會淘汰。 |
| 1982年 | 聖路易紅雀      | 亞特蘭大勇士   | 3-0      | 達瑞爾·波特 紅雀               | |
| 1983年 | 費城費城人      | 洛杉磯道奇     | 3-1      | 費城人                         | 兩隊在季賽交手的12場中，道奇贏了11場。 |
| 1984年 | 聖地牙哥教士    | 芝加哥小熊     | 3-2      | 史蒂夫·賈維 教士               | 賈維在第四戰擊出再見全壘打。第五戰的關鍵失誤讓教士得以完成0勝2負之後的逆轉勝。 |
| 1985年 | 聖路易紅雀      | 洛杉磯道奇     | 4-2      | 奧齊·史密斯 紅雀               | 第一次採行七戰四勝制。在第五戰首次以左手擊出全壘打，這也是支再見全壘打。在第六戰連續兩場被擊出關鍵全壘打，也吞下了第二敗，這一擊則是來自。 |
| 1986年 | 紐約大都會      | 休士頓太空人   | 4-2      | 麥克·史考特 太空人             | 這是首次由兩支擴編球隊對戰的國聯冠軍賽。史考特完投兩場，不過大都會贏球的英雄則是與。第六戰則是史詩一般的16局延長賽經典。 |
| 1987年 | 聖路易紅雀      | 舊金山巨人     | 4-3      | 巨人                           | 雖然在前四戰都擊出全壘打，但還是不夠。紅雀投手與分別在第六、七戰投出完封勝。 |
| 1988年 | 洛杉磯道奇      | 紐約大都會     | 4-3      | 奧勒爾·赫西瑟 道奇             | 道奇擊敗了較被看好的大都會。冠軍賽 赫西瑟創下了24.2局投球的冠軍賽紀錄。柯克·吉卜森貢獻了兩支關鍵全壘打。 |
| 1989年 | 舊金山巨人      | 芝加哥小熊     | 4-1      | 威爾·克拉克 巨人               | 威爾·克拉克創下了.650打擊率、得8分、24壘打數的冠軍賽紀錄。巨人也暴風似地在5場比賽內贏得27年來第一座國聯冠軍盃。 |
| 1990年 | 辛辛那提紅人    | 匹茲堡海盜     | 4-2      | ／藍迪·邁爾斯 紅人             | 由「壞孩子軍團」（Nasty Boys，、、與）所領軍的的紅人牛棚，幫助紅人在6場比賽內擊敗海盜封王。 |
| 1991年 | 亞特蘭大勇士    | 匹茲堡海盜     | 4-3      | 勇士                           | 創紀錄的16.1局無失分投球，率領不被看好的勇士贏得冠軍寶座。 |
| 1992年 | 亞特蘭大勇士    | 匹茲堡海盜     | 4-3      | 約翰·史摩兹 勇士               | 9局下的兩分打點一壘安打幫助勇士完成二連霸。 |
| 1993年 | 費城費城人      | 亞特蘭大勇士   | 4-2      | 柯特·席林 費城人               | 雖然在第一戰第9局的傳球失誤讓對手將比數追平，但是在10局下，也是他生涯唯一一個季後賽打數，擊出了一支再見安打。 |
| 1994年 | 罷工停辦        | 罷工停辦       | 罷工停辦 | 罷工停辦                       | 罷工停辦 |
| 1995年 | 亞特蘭大勇士    | 辛辛那提紅人   | 4-0      | 勇士                           | 國聯冠軍賽改成七戰四勝制後的第一次橫掃。 |
| 1996年 | 亞特蘭大勇士    | 聖路易紅雀     | 4-3      | 勇士                           | 勇士從1勝3負的劣勢中逆轉勝。之後的3場比賽裡有2場是大比分獲勝，這3場的總比分是32比1。 |
| 1997年 | 佛羅里達馬林魚† | 亞特蘭大勇士   | 4-2      | 里邦·赫南德茲 馬林魚           | 頂替受傷的凱文·布朗的菜鳥里邦·赫南德茲，在第五戰投出15次三振，贏得關鍵的勝利。此後系列賽傾向馬林魚的一方，也讓馬林魚贏得隊史第一座世界大賽獎盃。 |
| 1998年 | 聖地牙哥教士    | 亞特蘭大勇士   | 4-2      | 教士                           | 在冠軍賽 與、的精彩投球表現幫助下，教士一開始就取得三連勝。最後也贏得1984年之後第一個國聯冠軍盃。 |
| 1999年 | 亞特蘭大勇士    | 紐約大都會†    | 4-2      | 勇士                           | 飄著雨的第五戰，大都會靠著羅賓·范圖拉15局的再見安打讓戰線延長至第六戰。不過第六戰肯尼·羅傑斯在延長賽滿壘時對安德鲁·瓊斯投出再見保送，讓勇士封王。 |
| 2000年 | 紐約大都會†     | 聖路易紅雀     | 4-1      | 麥克·漢普頓 大都會             | 大都會由於能夠適時一擊，以及關鍵時刻的投手表現，所以只花五場就擊敗紅雀。麥克·漢普頓的三安打完封讓大都會繼1986年後再度贏得冠軍盃。 |
| 2001年 | 亞利桑那響尾蛇  | 亞特蘭大勇士   | 4-1      | 克雷格·康塞爾 響尾蛇           | 響尾蛇成軍第四年就打進世界大賽。 |
| 2002年 | 舊金山巨人†     | 聖路易紅雀     | 4-1      | 班尼托·桑提亞哥 巨人           | 肯尼·洛夫頓的再見安打讓巨人贏得暌違13年的國聯冠軍。 |
| 2003年 | 佛羅里達馬林魚† | 芝加哥小熊     | 4-3      | 伊凡·羅德里奎兹 馬林魚         | 惡名昭彰的界外球攔截，讓沒有退路的馬林魚從3勝1負逆轉勝，也讓山羊魔咒的威力繼續延伸。羅德里奎兹創下了10分打點的國聯冠軍賽紀錄。 |
| 2004年 | 聖路易紅雀      | 休士頓太空人†  | 4-3      | 亚伯特·普荷斯 紅雀             | 亚伯特·普荷斯創下了14支安打、28壘打數、以及4支全壘打的國聯冠軍賽紀錄。太空人的卡洛斯·貝爾川則只有擊出平紀錄的4支全壘打。 |
| 2005年 | 休士頓太空人†   | 聖路易紅雀     | 4-2      | 洛伊·奥斯华 太空人             | 太空人的第一座國聯冠軍盃。亚伯特·普荷斯在第五戰9局下兩出局後的三分全壘打，讓紅雀（暫時）逃過被淘汰的命運。 |
| 2006年 | 聖路易紅雀      | 紐約大都會     | 4-3      | 杰夫·苏潘 紅雀                 | 紅雀在堅強的投手陣容以及雅迪尔·莫里纳第七戰的全壘打加持下，贏得了國聯冠軍盃。杰夫·苏潘於第三、六戰先發，而且在分區賽及冠軍賽的自責分率只有0.60。 |
| 2007年 | 科羅拉多落磯†   | 亞利桑那響尾蛇 | 4-0      | 麦特·哈勒戴 落磯               | 這是冠軍賽首次由兩支國家聯盟西區的隊伍對決。落磯不但是首次晉級冠軍賽，也是唯一一支橫掃分區賽及冠軍賽對手的國聯隊伍。 |
| 2008年 | 費城費城人      | 洛杉磯道奇     | 4-1      | 科爾·漢梅爾斯 費城人           | 費城人在國聯分區賽以三勝一敗淘汰釀酒人，在國聯冠軍賽以四勝一敗淘汰道奇，將與首度打進世界大賽的光芒交手， |
| 2009年 | 費城費城人      | 洛杉磯道奇     | 4-1      | 萊恩·霍華德 費城人             | 費城人再度以衛冕軍打進季後賽，先以三勝一敗淘汰落磯，在國聯冠軍還是和去年一樣以四勝一敗淘汰道奇，在世界大賽將碰上大聯盟戰績最佳的洋基交手。 |
| 2010年 | 舊金山巨人      | 費城費城人     | 4-2      | 科迪·羅斯 巨人                 | 巨人以4勝2敗擊敗連續兩年拿到國聯冠軍的費城人，這也是巨人自2002年之後，再度拿下國聯冠軍，將在世界大賽要碰上睽違50年第一次打進世界大賽的遊騎兵。 |
| 2011年 | 聖路易紅雀†     | 密爾瓦基釀酒人 | 4-2      | 大衛·佛里斯 紅雀               | |
| 2012年 | 舊金山巨人      | 聖路易紅雀†    | 4-3      | 馬可·斯庫塔羅 巨人             | 巨人從1勝3負的劣勢中逆轉勝。之後的3場比賽紅雀不但守備發生太多要命失誤，進攻端更是徹底熄火。這3場的總比分是20:1。 |
| 2013年 | 聖路易紅雀      | 洛杉磯道奇     | 4-2      | 麥可·瓦查 紅雀                 | 小兵瓦卡立下奇功，先是第一輪第4戰幫助紅雀逃過海盜的追捕，接著在國聯冠軍賽二度擊敗道奇王牌左投克萊頓·克蕭，系列賽對道奇2場合計13.2局被打7支安打無失分，共飆出13K。 |
| 2014年 | 舊金山巨人†     | 聖路易紅雀     | 4-1      | 麥迪森·邦加納 巨人             | |
| 2015年 | 紐約大都會      | 芝加哥小熊†    | 4-0      | 丹尼爾·墨菲 大都會             | 小熊力圖「回到未來」，但沒想到辛苦擊敗紅雀後，卻碰到山羊攔路。這4場比賽Murphy17支9，打擊率是驚人的5成19，另有4轟、6打點、6得分驚人演出，這讓他成為大都會隊史第2位拿下國聯冠軍賽MVP的球員，第1人是2000年的Mike Hampton。此外，Murphy季後賽連6場開砲除打破卡洛斯·貝爾川於2004年所締造的季後賽紀錄，季後賽7轟也是史上最多全壘打的二壘手，原紀錄是Chase Utley於2009年所創的6轟。最後，Murphy季後賽連7場打點締造隊史紀錄，連7場至少1打點1得分更追平盧·賈里格在1928與1932年間所保持的大聯盟季後賽紀錄。 |
| 2016年 | 芝加哥小熊      | 洛杉磯道奇     | 4-2      | 哈維爾·巴耶茲 喬恩·萊斯特 小熊 | |
| 2017年 | 洛杉磯道奇      | 芝加哥小熊     | 4-1      | 賈斯汀·特納 克里斯·泰勒 道奇   | |
| 2018年 | 洛杉磯道奇      | 密爾瓦基釀酒人 | 4-3      | 科迪·貝林傑 道奇               | 國聯冠軍賽對釀酒人於第四場擊出再見安打、第七場擊出超前2分全壘打，獲選系列賽MVP。 |
| 2019年 | 華盛頓國民†     | 聖路易紅雀     | 4-0      | 霍伊·肯德瑞克 國民             | 國民四戰橫掃紅雀，拿下隊史首次的國家聯盟冠軍。 |
| 2020年 | 洛杉磯道奇      | 亞特蘭大勇士   | 4-3      | 柯瑞·席格 道奇                 | 洛杉磯道奇在1勝3敗的劣勢3連勝逆轉拿下國聯冠軍,睽違2年再打進世界大賽。 |
| 2021年 | 亞特蘭大勇士    | 洛杉磯道奇†    | 4-2      | 艾迪·羅薩里奧 道奇             | Eddie Rosario在季後賽中手感火燙，在此次的國聯冠軍戰6戰25個打數打出了14支安打—3支全壘打—跑回了6分—進帳9分打點—攻擊指數高達1.647，毫無疑問的拿下今年的國聯冠軍賽MVP。 |
| 2022年 | 費城費城人†     | 聖地牙哥教士†  | 4-1      | 布萊斯·哈波 費城人             | 布萊斯·哈波在第一、五戰揮出重要的全壘打帶領球隊打敗教士、睽違13年再度打進世界大賽 |
| 2023年 | 亞利桑那響尾蛇† | 費城費城人†    | 4-3      | 凱特爾·馬提 響尾蛇             | 響尾蛇在前兩局吞敗，第五局被聽牌的情況下逆轉淘汰費城人，繼2001年取得世界大賽冠軍之後再次闖入世界大賽。而馬提也在他生涯目前為止的16場季後賽全部都打出至少一支的安打。 |
| 2024年 | 洛杉磯道奇      | 紐約大都會†    | 4-2      | 湯米·艾德曼 道奇               | |

†外卡（1995年之後）

## 外部連結
- http://www.baseball-reference.com/postseason/（页面存档备份，存于）